# Ка Ђанини-Мончеко-Торкио (Сондрио)
Ка Ђанини-Мончеко-Торкио је насеље у Италији у округу Сондрио, региону Ломбардија.
Према процени из 2011. у насељу је живело 47 становника. Насеље се налази на надморској висини од 585 м.